# Powfu
Powfu (artiestennaam van Isaiah Faber; Vancouver, 31 maart 1999) is een Canadees zanger, songwriter en rapper. Hij vergaarde bekendheid met de single Death Bed uit 2020. Het nummer belandde wereldwijd in diverse hitlijsten in de top 10 en werd in meerdere landen goud en platina gecertificeerd.

## Carrière

### Februari 2019
Powfu bracht in februari 2019 Death Bed (Coffee for Your Head) uit. Het nummer bevat een sample van de debuutsingle Coffee van de Filipijns-Britse singer-songwriter beabadoobee. Het werd een groot succes in de app TikTok. 

### Januari 2020
In januari 2020 bracht hij de single opnieuw uit, ditmaal commercieel, inclusief een nieuwe videoclip. Hierna tekende hij bij Columbia Records. 

### Mei 2020
Op 29 mei 2020 bracht Powfu de ep Poems of the Past uit, waar ook Death Bed op staat.

## Discografie

### Ep's
- Some Boring Love Stories, 2018
- Some Boring Love Stories, Pt. 2, 2019
- Some Boring Love Stories, Pt. 3, 2019
- Some Boring Love Stories, Pt. 4, 2019
- Poems of the Past, 2020
- Drinking under the streetlights, 2021